# Stephanospora corneri
Stephanospora corneri är en svampart som beskrevs av Pegler & T.W.K. Young 1979. Stephanospora corneri ingår i släktet Stephanospora och familjen Stephanosporaceae.   Inga underarter finns listade i Catalogue of Life.